# Los Charcos (Michoacán)
Los Charcos es una localidad del estado mexicano de Michoacán. Es parte del municipio de Tanhuato.

## Demografía
| Gráfica de evolución demográfica |
|                                  |

| Censo | Población |
| ----- | --------- |
| 1900  | 732       |
| 1910  | 786       |
| 1921  | 682       |
| 1930  | 630       |
| 1940  | 949       |
| 1950  | 823       |
| 1960  | 1483      |
| 1970  | 1519      |
| 1980  | 1585      |
| 1990  | 1361      |
| 2000  | 1419      |
| 2010  | 1406      |
| 2020  | 1362      |